# 진주교방굿거리춤
진주교방굿거리춤(晋州敎坊굿거리춤)은 1997년 1월 30일 경상남도 무형문화재 제21호로 지정되었으며, 진주 교방에 의해 전승되는 굿거리춤이다. 무속금지령에 의해 무당이 교방으로 들어가면서 시작된 춤이기 때문에 교방굿거리춤이라고 하게 되었다.

## 개요

### 유래
교방은 고려 문종 때부터 관기제도에 의해 존재했으며, 연등회 등의 행사에 가무를 선보였고, 이 교방이 조선시대로 이어져 왔고, 진주교방굿거리춤은 승무와 더불어 무속금지령에 의해 교방에 들어온 무속인들과 여기(女妓)들에 의해 새로운 예술로 태어났다.
고종 때 진연도감청에서 궁중무희로 활동하다가, 경술국치로 인해 낙향을 했던 최순이(일명 최완자)가 1940년대부터 권번을 결성하여 이곳에서 당대 명기들에게 판소리와 함께 교방에 굿거리춤을 지도하였다.
진주교방굿거리춤의 이름도 창법이나 굿거리 장단의 가락의 호칭과 혼합하여 사용되었는데, 1997년에 경상남도 무형문화재 제21호로 지정되었다.

### 내용
장단은 자진타령가락으로, 염불가락에서는 타령보다는 자진가락이 많이 들어간다. 굿거리춤답게 섬세하면서도 애절한 느낌이 나타난다. 굿거리 장단의 대표적인 악기는 장고이지만, 진주교방 굿거리춤에서는 작은 소고와 큰 소고를 사용한다.

## 전승
1930년대의 한성준에게 승무를, 40년대의 최순이(최완자)에게 굿거리춤을, 김옥민, 김녹주에게 소고무를 배운 김수악(본명 김순녀, 1926년 12월 10일)이 그 맥을 잇고 있다. 김수악은 권번 출신의 마지막 생존자로 교방굿거리춤뿐만 아니라 진주검무의 보유자이기도 하다. 김수악은 강금실 전 법무장관에게 살풀이와 굿거리춤을 가르쳤고, 보존회를 만들어 전승을 하고 있다.
김수악의 제자로 김경란(서울교방 대표), 차옥수(진주교대 교수), 한국체육대학교 무용학과 교수로 강미선 가인무용단을 이끄는 강미선, 김진홍(부산/무용), 송화영(서울/무용, 사망), 김준홍(부산/창과 무용), 황갑도(서울대 국악), 정필순(진주), 강혜숙(진주) 등 100여 명이 전국에 있다.
진주교방굿거리춤의 보존회는 경남 진주시  판문동 산171-1에 자리잡고 있다.

## 같이 보기
- 진주논개제
- 진주검무
- 진주포구락무
- 진주한량무